# Tardes (Creuse)
Tardes é uma comuna francesa na região administrativa da Nova Aquitânia, no departamento de Creuse. Estende-se por uma área de 21,4 km². Em 2010 a comuna tinha 134 habitantes (densidade: 6,3 hab./km²).